# Serre à eau de mer
La serre à eau de mer est une technique qui permet la croissance des cultures dans les zones arides, en utilisant une serre, l'eau de mer et de l'énergie solaire. La technique implique le pompage de l'eau de mer (ou son débit par gravitation quand on est sous le niveau de la mer) dans un endroit aride et à l'utiliser pour refroidir et humidifier l'air. L'eau produite par le chauffage solaire de vapeur est alors condensée pour produire de l'eau. Enfin, l'air humidifié restant est expulsé de la serre et utilisé pour améliorer les conditions de croissance pour les plantes à l'extérieur. La technologie a été créée par l'inventeur britannique Charlie Patton au début des années 1990 et développée par sa compagnie en Angleterre, Seawater Greenhouse Ltd. L'eau salée plus concentrée peut être encore évaporée pour produire du sel et d'autres éléments, ou rejetée à la mer.

## Application
La technique est applicable aux sites de régions arides en bord de mer. La distance et la hauteur de la mer doivent être évaluées en tenant compte de l'énergie nécessaire pour pomper l'eau sur le site. Il y a beaucoup d'endroits appropriés sur la côte, d'autres sont en dessous du niveau de la mer, comme la mer Morte et la dépression de Qattara, ou le canal de la mer Rouge à la mer Morte,.

## Histoire
Les prémices du projet à l'eau de mer remontent à 1991 lorsque le concept a été étudié et développé par la société de Charlie Paton Light Works Ltd, maintenant Sundrop Farms Pty Ltd Ltd.
Le premier projet pilote a commencé en 1992 avec la recherche d'un site qui a finalement été identifié sur l'île de Tenerife en Canaries.
Le projet pilote initial a ensuite été développé dans une solution plus économique avec un acier léger semblable à polytunnel, conçus pour répondre aux besoins locaux.
Une seconde serre de mer a été construite sur l'île d'Al-Aryam, Abu Dhabi aux Émirats arabes unis en 2000.
Une troisième serre expérimentale a été achevée en 2004 près de Muscat en Oman. Elle a été réalisée en collaboration avec l'université Sultan-Qaboos, dans le but de développer un secteur horticole durable sur la côte d'Al-Batina.
Ces projets ont permis la validation d'un modèle de simulation thermodynamique qui, fournit les données météorologiques appropriées, prédit et quantifie précisément le fonctionnement de la serre dans d'autres parties du monde.
En 2010 Seawater Greenhouse a construit une nouvelle serre commerciale en Australie. La société  fonctionne désormais indépendamment, sous le nom de Sundrop Farms Pty Ltd,.

## Le procédé
La serre utilise l'eau de mer, le soleil et l'atmosphère pour produire l'eau douce et rafraîchir l'air. Le procès recrée le cycle naturel de l'eau dans un environnement contrôlé. Le mur au début de la serre est un évaporateur. Il est constitué d'un treillis en nid d'abeille et est exposé à la direction des vents dominants. Un ventilateur contrôle le mouvement d'air. L'eau de mer circule à travers le panneau alvéolaire, en provoquant le refroidissement et l'humidification de l'air, qui passe sur la végétation.
La lumière du soleil est filtrée à travers un toit spécialement construit. Le toit absorbe la chaleur, mais assure le passage de la lumière visible pour permettre la photosynthèse. Les conditions de croissance sont optimales, offrant de la fraîcheur, de l'humidité et une forte intensité lumineuse. De l'eau de mer chauffée sur le toit passe par un deuxième évaporateur, en créant de l'air chaud saturé qui est ensuite dirigé vers le condenseur.
Le condenseur est refroidi par de l'eau de mer froide. La différence de température permet la condensation de l'humidité sur le condenseur. Le volume d'eau douce produite est déterminé par la température de l'air, l'humidité relative, le rayonnement solaire et le flux d'air. Ces conditions peuvent être modélisées en fournissant des données météorologiques du lieu considéré et permettent l'optimisation du processus de fonctionnement.
| - |

Dans la serre s'évapore beaucoup plus de vapeur d'eau que ne peut être condensée d'eau douce. Cet air humide est «perdu» en raison de taux élevés de ventilation afin de maintenir les cultures fraîches et arroser de CO2. L'air d'échappement saturé d'humidité permet la culture de plantes résistantes aux conditions arides à l'extérieur de la serre.
| - |

Cela pourrait permettre la croissance des cultures de biocarburants ou d'autres plantes dans la zone autour de la serre.

## D'autres avantages
L'eau de mer ne produit pas de CO2 pendant son fonctionnement. L'électricité nécessaire pour activer les pompes et les ventilateurs est produite efficacement avec des panneaux solaires, la demande d'énergie étant proportionnelle à l'intensité de la lumière du soleil.
L'utilisation de pesticides est réduit ou éliminé parce que les évaporateurs d'eau ont un effet biocide sur l'air qui circule à travers.

## Production de combustibles
La serre produit des résidus biologiques. Cette biomasse peut être utilisée pour aider à créer et à enrichir le sol environnant, ou bien peut être utilisée pour produire du méthane avec la biodigestion.

## Projets dérivés
Le Sahara Forest Projet,, est un programme qui vise à fournir de l'eau potable, de la nourriture et de l'énergie renouvelable dans les régions chaudes et sèches ainsi que la revégétalisation des zones désertiques inhabitées. Cette proposition combine la technologie de la serre d'eau de mer avec des miroirs solaires (CSP, une forme d'énergie renouvelable produisant de l'électricité du soleil en utilisant l'énergie thermique nécessaire pour faire fonctionner une turbine à vapeur conventionnelle).
L'équipe du Sahara Forest Project est composée d'experts de Seawater Greenhouse Ltd, Exploration Architecture, Max Fordham Consulting Engineers et de la Bellona Foundation.
L'échelle du système proposé est telle que de grandes quantités d'eau de mer seront évaporées. En utilisant les positions en dessous du niveau de la mer, les coûts de pompage seraient éliminés.
Parmi les activités prévues, il existe un projet pilote en Jordanie et un autre au Qatar,,,.